# 淮阳公主 (刘宋)
淮阳长公主（?—?），中国南北朝刘宋公主，宋文帝第九女。生母不详。
淮阳长公主在嫁給了江湛的儿子江恁。江湛官至吏部尚书，在太子刘劭弑杀宋文帝时，一并被杀。江恁为长子，官至著作佐郎。公主所生江斅，官至侍中。是宋孝武帝的驸马，娶臨汝公主。